# Stenopterus rufus
Espèce
Stenopterus rufus est une espèce de coléoptères de la famille des Cerambycidae, sous-famille des Cerambycinae et du genre Stenopterus.

## Description
La tête et le pronotum sont de couleur noire. L'abdomen noir est rayé horizontalement de bandes jaunes. Antennes avec les deux premiers articles noirs, les suivants variables mais généralement jaunes avec les articles III à V noirs à l’apex, mais parfois les articles III à XI entièrement jaunes ou entièrement noirs. Les élytres roux avec la base et l'apex noirs. Les pattes sont essentiellement rousses, la massue des fémurs jaunes ou noirs (var. geniculatus). Les adultes mesurent de 7 à 16 mm.

## Biologie

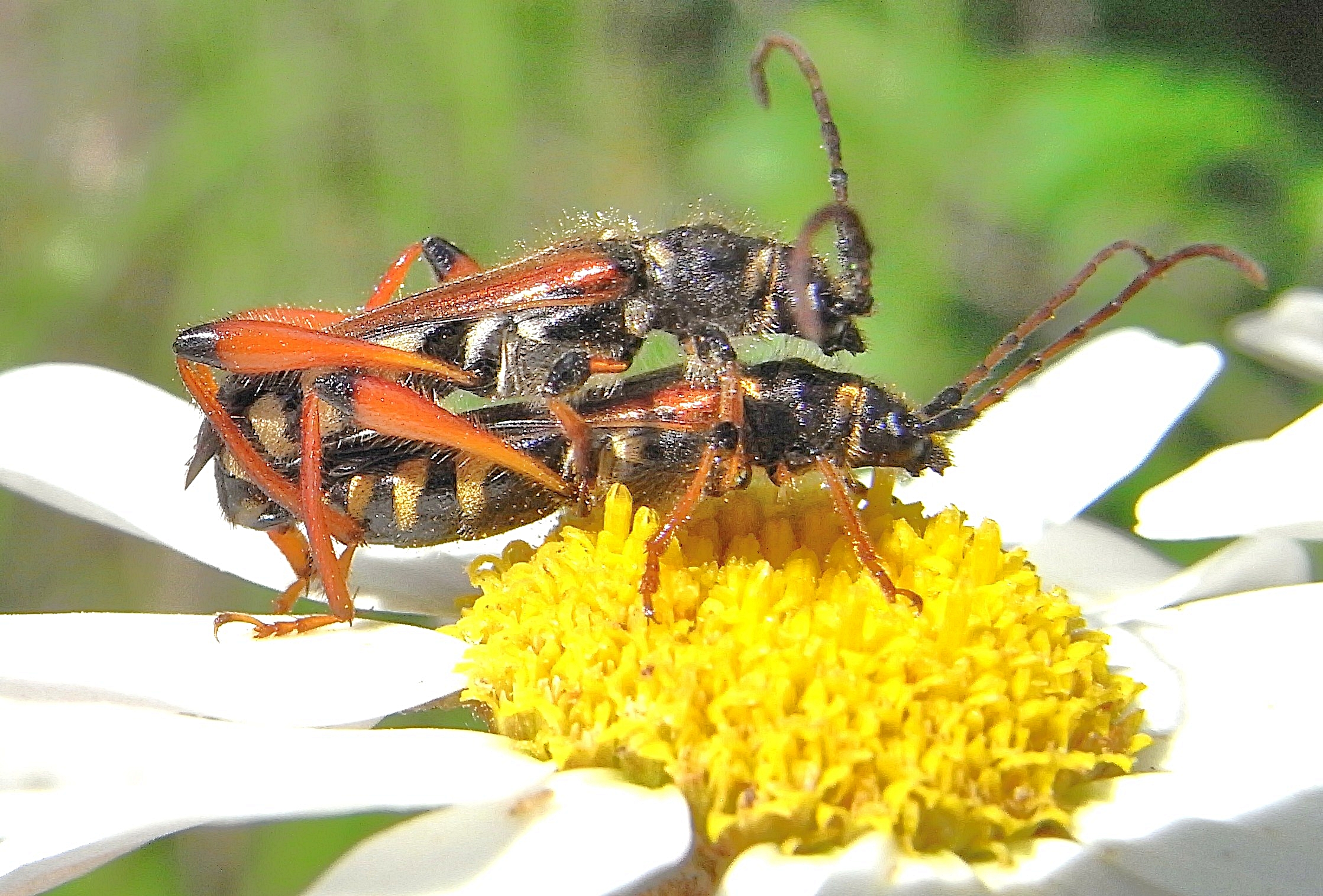
Couple

Les larves sont polyphages dans les branches mortes des arbres à feuilles caduques (Quercus, Castanea, robinier, Juglans, Prunus, Salix, pistachier, etc.)
Les imagos sont très communs sur les fleurs, surtout les espèces d'Apiaceae où ils se nourrissent de pollen et de nectar.

## Répartition
Cette espèce de coléoptère se trouve en Europe centrale et méridionale. Contrairement au genre, elle est absente en Scandinavie, dans les îles Britanniques et en Afrique du Nord.

## Systématique
L'espèce a été décrite par le naturaliste suédois Carl von Linné en 1767.

### Taxinomie
Liste des sous-espèces et varités
- Stenopterus rufus rufus (Linnaeus, 1767)

Stenopterus rufus rufus var. caubeti Podaný, 1957
Stenopterus rufus rufus var. cavalairensis Jurecek
Stenopterus rufus rufus var. geniculatus Kraatz, 1863
Stenopterus rufus rufus var. meridionalis Ragusa
Stenopterus rufus rufus var. nigricornis Depoli, 1926
Stenopterus rufus rufus var. nigrolineatus Plavilstshikov
- Stenopterus rufus syriacus Pic, 1903
- Stenopterus rufus transcaspicus Plavilstshikov, 1940